# Olearia quercifolia
Olearia quercifolia là một loài thực vật có hoa trong họ Cúc. Loài này được Sieber ex DC. mô tả khoa học đầu tiên năm 1836.